# Pierre Richard
Pierre Richard, właśc. Pierre Richard Charles Léopold Defays (ur. 16 sierpnia 1934 w Valenciennes) – francuski aktor komediowy, scenarzysta i reżyser.

## Życiorys
Urodził się w rodzinie mieszczańskiej z Valenciennes jako syn Madeleine Paolassini i Maurice’a Henriego Victora Leopolda Defaysa. Jest wnukiem Léopolda Defaysa, który był dyrektorem firmy Escaut-et-Meuse. Jego imię pochodzi od pseudonimu Pierre Richard-Willm, który był ulubionym aktorem jego matki. Spędził dzieciństwo i część nastoletnich lat w swoim rodzinnym mieście, gdzie był uczniem liceum Henri-Wallon. Regularnie opuszczał lekcje, aby chodzić do kina, a po obejrzeniu komedii muzycznej Up in Arms (1944) z Dannym Kaye ujawnił jego powołanie. Zostało to przyjęte z umiarkowanym entuzjazmem przez jego rodzinę, ale mimo to zdecydował się pojechać do Paryża, aby studiować sztuki dramatyczne w słynnej Ecole Charles Dullin. Studiował też kinezyterapię, aby w razie potrzeby mieć wyjście awaryjne.
Karierę aktorską zapoczątkował w trupie Maurice’a Béjarta. Grał też w teatrze, gdzie pracował z Antoine’em Bourseillerem. Występował w paryskim kabarecie L’Écluse, w towarzystwie Victora Lanoux, gdzie stworzył wizerunek dziwaka, zarówno nieśmiałego, jak i roztargnionego.
Po debiucie ekranowym w dramacie francusko-włoskim Jacquesa Beckera Montparnasse 1919 (1958) u boku Gérarda Philipe’a i Anouk Aimée, przyjął rolę Coliberta w komedii Szczęśliwy Aleksander (Alexandre le bienheureux, 1968) z udziałem Philippe’a Noireta. W 1970 zadebiutował jako reżyser komedii romantycznej Roztargniony, gdzie zagrał projektanta Pierre’a Malaqueta, który zostaje zatrudniony w największej, paryskiej agencji reklamowej. W trzech filmach stworzył komediowy duet z Gérardem Depardieu: Pechowiec (1981),
Trzech ojców (1983) i Zbiegowie (1986).
Rozwiedziony, ojciec bliźniaków – Oliviera i Christophe’a.
W 2006 Francuska Akademia Filmowa przyznała mu honorowego Cezara.

## Wybrana filmografia

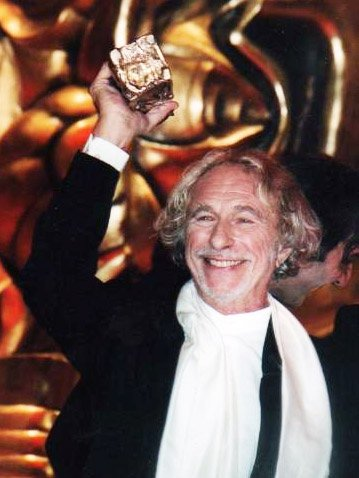
Aktor odbiera honorowego Cezara, podczas 31. edycji (2006)

- Szczęśliwy Aleksander (Alexandre le bienheureux) (1967)
- Uwięziona (La Prisonnière) (1968)
- Wiatr wojny (1969)
- Roztargniony (Le Distrait) (1970)
- Nieszczęścia Alfreda (Les Malheurs d'Alfred) (1972)
- Tajemniczy blondyn w czarnym bucie (Le Grand blond avec une chaussure noire) (1972)
- Nic nie wiem, ale powiem wszystko (Je sais rien, mais je dirai tout) (1973)
- Powrót tajemniczego blondyna (Le Retour du grand blond) (1974)
- Juliette i Juliette (Juliette et Juliette) (1974)
- Diabli mnie biorą (La Moutarde me monte au nez) (1974)
- Cenny depozyt (La Course à l'échalote) (1975)
- Zabawka (Le Jouet) (1976)
- Ucieczka (La Carapate) (1978)
- Jestem nieśmiały, ale się leczę (Je suis timide... mais je me soigne) (1978)
- Zabójczy parasol (Le Coup du parapluie) (1980)
- Pechowiec (La Chèvre) (1981)
- Trzech ojców (Les Compères) (1983)
- Bliźniak (Le Jumeau) (1984)
- Zbiegowie (Les Fugitifs) (1986)
- Gwoździk (Mangeclous) (1988)
- I kto tu kłamie (À gauche en sortant de l'ascenseur) (1988)
- Promotion canape (1990)
- Witajcie na pokładzie! (Bienvenue a bord!) (1990)
- On peut toujours rever (1991)
- Stary łajdak (Vieille canaillet de l'ascenseur) (1992)
- La Cavale des fous (1993)
- La Partie d'échecs (1994)
- L'Amour conjugal (1995)
- 1001 przepisów zakochanego kucharza (Les Mille et une recettes du cuisinier amoureux) (1996)
- Na łeb, na szyję (Droit dans le mur) (1997)
- Bez rodziny (Sans familie) (2000)
- 27 utraconych pocałunków (27 Missing Kisses) (2000)
- Mariées mais pas trop (2003)
- Robinson Cruzoe (Robinson Crusoé) (2003)
- Les Clefs de bagnole (2003)
- En attendant le déluge (2004)
- Kaktus (Le Cactus) (2005)
- W skórze węża (Le Serpent) (2006)
- Król Wilhelm (King Guillaume) (2008)
- Paryż 36 (Faubourg 36) (2008)
- Victor (2009)
- Le Bonheur de Pierre (2009)
- Zamieszkajmy razem (Et si on vivait tous ensemble?, 2011)
- Paryż na bosaka (Paris pieds nus, 2016)
- Rodziny się nie wybiera (La ch'tite famille, 2018)
- Mme Mills, une voisine si parfaite (2018)

## Nagrody
- Cezar 2006: Honorowy Cezar